# Сара Ель Бекрі
Сара Ель Бекрі (2 липня 1987) — марокканська плавчиня.
Учасниця Олімпійських Ігор 2008, 2012 років.